# Divni (Krasnodar)
Divni (del ruso: Дивный) es un posiólok del raión de Uspénskoye del krai de Krasnodar, en el sur de Rusia. Está situado en la orilla derecha del Urup, afluente del Kubán, 20 km al noroeste de Uspénskoye y 172 km al este de Krasnodar, la capital del krai. Tenía 682 habitantes en 2010.
Pertenece al municipio Vólnenskoye.

## Transporte
Al oeste de la localidad pasa la carretera federal M29 Cáucaso.